# 科洛季伊夫
49°10′7″N 24°32′50″E / 49.16861°N 24.54722°E
科洛季伊夫（烏克蘭語：Колодіїв），是烏克蘭西部的村莊，隸屬伊萬諾-弗蘭科夫斯克州的伊萬諾-弗蘭科夫斯克區。該村始建於1640年，面積6.64平方公里，海拔高度233米，2001年人口686，人口密度每平方公里103.3人。